# Fénix (álbum)
Fénix es el nombre del quinto álbum de estudio del cantante puertorriqueño Nicky Jam. Se lanzó el 20 de enero de 2017 bajo el sello Industria Inc, Sony Music Latin y RCA Records.
El disco se llama Fénix porque en los últimos tiempos el cantante tuvo problemas con las drogas y alcohol, pero en una lección de superación demostró que pudo salir de ese mundo con voluntad. FÉNIX, cuyo título se refiere al ave mitológica que moría para renacer más fuerte.

## Recepción comercial
Fénix alcanzó la posición veintiocho en el Billboard 200 en los Estados Unidos, y se ubicó en la posición uno en la lista Top Latin Albums (Billboard), permaneciendo durante ocho semanas en esa posición y más de doscientas semanas en la lista en general.
El álbum vendió 13 000 unidades en su primera semana según Nielsen Music.
El álbum fue certificado 11x  Platino (Latino) con ventas de 660 000 y los sencillos «Hasta El Amanecer», «El Perdón» y «El Amante» del álbum fueron certificados con (27 x 22 x 13 x) de Platino (Latino) con ventas de 1,62 millones,  1,32 millones, 0,780 mil por la RIAA.

## Lanzamiento
El álbum fue lanzado mundialmente en Medellín, Colombia.

## Promoción
El álbum fue promocionado con la gira «The Fénix Tour» en Estados Unidos, siendo su primera gira grande en el país.

## Lista de canciones
| N.º      | Título                                      | Productor(es)                            | Duración |  |
| 1.       | «El ganador»                                | The ProdigieZ, Saga WhiteBlack           | 3:19     |  |
| 2.       | «Estrella»                                  | Dj Urba Y Rome, Saga WhiteBlack          | 3:39     |  |
| 3.       | «Por el momento» (con Plan B)               | Haze, Saga WhiteBlack                    | 3:38     |  |
| 4.       | «Amor prohibido» (con Sean Paul & Konshens) | Rvssian, Saga WhiteBlack                 | 4:20     |  |
| 5.       | «El amante»                                 | Saga WhiteBlack                          | 3:39     |  |
| 6.       | «Superhéroe» (con J Balvin)                 | Joan On The Beat, Mosty, Saga WhiteBlack | 3:26     |  |
| 7.       | «Si tú la ves» (con Wisin)                  | Saga WhiteBlack                          | 3:41     |  |
| 8.       | «No te puedo olvidar»                       | Supa Dups, Saga WhiteBlack               | 3:20     |  |
| 9.       | «Nadie como tú» (con El Alfa El Jefe)       | Dj Plano, Saga WhiteBlack                | 3:19     |  |
| 10.      | «No te vayas»                               | Daniel Uribe, Saga WhiteBlack            | 3:59     |  |
| 11.      | «Mi maldición» (con Cosculluela)            | Mueka El Cerebro, Saga WhiteBlack        | 3:36     |  |
| 12.      | «Tu hombre» (con Daddy Yankee)              | Saga WhiteBlack                          | 3:24     |  |
| 13.      | «Mi fantasía» (con Messiah)                 | Dj Urba Y Rome, Saga WhiteBlack          | 3:40     |  |
| 14.      | «Tu cuerpo me ama» (con MineK)              | Saga WhiteBlack, Santiago Munera         | 3:20     |  |
| 15.      | «Mil lágrimas»                              | Saga WhiteBlack                          | 3:28     |  |
| 16.      | «Despacio» (con Arcángel)                   | Dj Urba Y Rome, Saga WhiteBlack          | 2:59     |  |
| 17.      | «Cuando quieras» (con Valentino)            | Saga WhiteBlack                          | 3:47     |  |
| 18.      | «Me enamoras»                               | Rvssian, Saga WhiteBlack                 | 2:49     |  |
| 19.      | «I Can't Forget You»                        | Supa Dups, Saga WhiteBlack               | 3:20     |  |
| 20.      | «Without You»                               | Maffio, Saga WhiteBlack                  | 3:53     |  |
| 21.      | «El perdón» (con Enrique Iglesias)          | Saga WhiteBlack                          | 3:25     |  |
| 22.      | «Hasta el amanecer»                         | Saga WhiteBlack                          | 3:18     |  |
| 01:17:16 |                                             |                                          |          |  |

Bonus Tracks
- Incluye cuatro remezclas, mayormente de un mismo sencillo.[11]

| N.º      | Título                                         | Productor(es)   | Duración |  |
| 1.       | «Hasta el amanecer (Remix)» (con Daddy Yankee) | Saga WhiteBlack | 3:08     |  |
| 2.       | «With You Tonight»                             | Saga WhiteBlack | 3:28     |  |
| 3.       | «Forgiveness» (con Enrique Iglesias)           | Saga WhiteBlack | 3:28     |  |
| 4.       | «With You Tonight (Remix)» (con Kid Ink)       | Saga WhiteBlack | 3:15     |  |
| 01:30:35 |                                                |                 |          |  |

## Posicionamiento en listas
| Listas (2017)                     | Mejor posición |
| --------------------------------- | -------------- |
| Bélgica (Ultratop Wallonia)       | 160            |
| Canadá Albums (Billboard)         | 99             |
| España (PROMUSICAE)               | 35             |
| Estados Unidos (Billboard 200)    | 28             |
| Estados Unidos (Top Latin Albums) | 1              |
| Francia (SNEP)                    | 96             |
| Suecia (Sverigetopplistan)        | 5              |

## Certificaciones
| País           | Organismo certificador | Certificación       | Ventas certificadas | Ref    |
| -------------- | ---------------------- | ------------------- | ------------------- | ------ |
| Estados Unidos | RIAA                   | 11x Platino (Latin) | 660 000             | [ 8 ]  |
| México         | AMPROFON               | 2× Platino + Oro    | 150 000             | [ 18 ] |
| Italia         | FIMI                   | Oro                 | 25 000              | [ 19 ] |
| Francia        | SNEP                   | Oro                 | 50 000              | [ 20 ] |

## Premios y nominaciones
| Año  | Premio(s)                    | Categoría(s)            | Resultado | Referencias |
| 2018 | Premios Latin Billboard 2018 | Top Latin Album del Año | Ganador   |             |